# Talal Derki
Talal Derki, arab. طلال ديركي (ur. 24 lipca 1977 w Damaszku) – syryjski reżyser, scenarzysta i producent filmowy pochodzenia kurdyjskiego. Twórca wielokrotnie nagradzanych filmów dokumentalnych obrazujących tragedię wojny domowej w Syrii. 
W 2003 ukończył studia reżyserskie w Atenach, po czym pracował dla arabskiej telewizji. Międzynarodowe uznanie zyskał dzięki swoim filmom dokumentalnym Powrót do Homs (2013) oraz O ojcach i synach (2017). Obydwa zdobyły Wielką Nagrodą Jury w konkursie międzynarodowych filmów dokumentalnych na Sundance Film Festival. Drugi tytuł był również nominowany do Europejskiej Nagrody Filmowej oraz do Oscara za najlepszy pełnometrażowy film dokumentalny.
Derki mieszka na stałe w Berlinie.